# Henry Aubrey-Fletcher
Henry Lancelot Aubrey-Fletcher sesto baronetto Fletcher di Clea Hall, contea di Cumberland (10 settembre 1887 – 30 maggio 1969) è stato uno scrittore e militare britannico, lord luogotenente del Buckinghamshire dal 1954 al 1961 e autore di romanzi polizieschi con lo pseudonimo di Henry Wade.

## Biografia
Appartenente all'antica nobiltà britannica – il titolo nobiliare risale al 1782 – e unico figlio maschio di Sir Lancelot Aubrey-Fletcher, quinto baronetto di Clea Hall, e di Emily Harriet Wade, Henry Aubrey-Fletcher studiò dapprima all'Eton College e poi alla Oxford University. Aubrey-Fletcher seguì la carriera militare e partecipò come ufficiale alla prima guerra mondiale, conflitto nel quale fu ferito, fu promosso maggiore del reggimento delle Grenadier Guards ed ottenne la decorazione della Croix de Guerre. Dopo la guerra, nel 1919, ottenne il grado temporaneo di tenente colonnello. Aubrey-Fletcher prese parte anche alla seconda guerra mondiale nel periodo 1940-45. Nel secondo dopoguerra rivestì altre cariche pubbliche, in gran parte di carattere onorifico, ma fu anche giudice di pace della contea del Buckinghamshire.
Sir Henry Aubrey-Fletcher scrisse numerosi romanzi polizieschi, che firmò - usando il cognome della madre - con lo pseudonimo Henry Wade, e fu uno dei membri fondatori del Detection Club. Nel campo della letteratura gialla, Wade è uno degli autori che per primi hanno tentato di staccarsi dalla tradizione del poliziesco classico (da lui peraltro frequentata con profitto all'inizio della carriera) per accostarsi a una narrativa assai più realista, anticipando per molti versi autori di generazioni successive come John Wainwright.

## Opere

### Romanzi gialli
- Il delitto di mezzanotte (The Verdict of You All) (1926)
  - Crimen - Le grandi firme n. 17, (1932) edizione italiana a firma J. Briggs Myers
- The Missing Partners (1928)
- La morte apparente (The Duke of York's Steps) (1929)
  - Crimen - Le grandi firme n. 4, (1931) edizione italiana a firma William Morley
  - ristampato come Morte di un banchiere a firma Henry Wade, I Classici del Giallo Mondadori n. 592, 1989
- La morte del consigliere (The Dying Alderman) (1930)
  - Crimen - Le grandi firme n. 16, (1931) edizione italiana a firma William Morley
  - ristampato come Delitto nel municipio a firma Henry Wade, I Libri Gialli Mondadori n. 66, 1933
  - I Capolavori dei Gialli Mondadori n. 32, 1956
  - Delitto nel municipio, I Classici del Giallo Mondadori, n. 895, 2001
- Il mistero della doppia morte (No Friendly Drop) (1931)
  - Crimen - Le grandi firme n. 19, (1932) edizione italiana a firma J. Briggs Myers
  - ristampato come Il segreto di Tassart a firma Henry Wade, I Classici del Giallo Mondadori n. 189, 1974
  - Il segreto di Tassart, I Classici del Giallo Mondadori n. 1255, 2010
- L'ultima sera (The Hanging Captain) (1932)
  - I Libri Gialli Mondadori n. 79, 1933
  - I Capolavori dei Gialli Mondadori n. 270, 1965
- Policeman's Lot, racconti,  (1933)
- Mist On the Saltings (1933)
- Il custode incustodito (Constable Guard Thyself!) (1934)
  - I Libri Gialli Mondadori n. 126, 1935
  - I Capolavori dei Gialli Mondadori n. 92, 1958
- Erede presunto (Heir Presumptive) (1935)
  - Il Giallo Mondadori n. 1752 del 29 agosto 1982
  - I Classici del Giallo Mondadori n. 807, 1997
- Bury Him Darkly (1936)
- The High Sheriff (1937)
- Here Comes the Copper, racconti, (1938)
- Released for Death (1938)
- Harvey in Scotland (1938)
- Lonely Magdalen (1940)
- Terrore al villaggio (New Graves at Great Norne) (1947)
  - Il Giallo Mondadori n. 2280, 1992
- La follia del diplomatico (Diplomat's Folly) (1951)
  - trad. Marilena Caselli, Il Giallo Mondadori n. 2206 del 12 maggio 1991; I Classici del Giallo Mondadori n.1436, settembre 2020
- Condanna a morte (Be Kind to a Killer) (1952)
  - Il Giallo Mondadori n. 302 del 13 novembre 1954
- Troppo presto per morire (Too Soon to Die) (1953)
  - I Gialli del Secolo Casini n. 154, 1955
  - I Classici del Giallo Mondadori n. 256, 1976
- Gold Was Our Grave (1954)
- Una caduta fatale (A Dying Fall) (1955)
  - I Gialli del Secolo, Casini, n. 242, (1956)
- The Litmore Snatch (1957)

### Altre opere
- A History of the Foot Guards